# Јонас Бјеркман
Јонас Бјеркман (швед. Jonas Björkman; рођен 23. марта 1972. у Алвести, Шведска) бивши је шведски тенисер, који се професионално бавио тим спортом од 1991. до 2008. године. Бјеркман је у каријери достигао 4. место на АТП листи у појединачној и прво место у конкуренцији мушких парова.
У својој каријери, освојио је девет гренд слем титула у конкуренцији мушких парова, и то сва четири гренд слем турнира — Отворено првенство Аустралије (1998, 1999, 2001), Отворено првенство Француске (2005, 2006), Вимблдон (2002, 2003, 2004) и Отворено првенство Сједињених Држава (2003). 20. новембра 2006. постао је најстарији тенисер у топ 100, са 34 године. 8. јуна 2008. постао је најстарији тенисер у топ 100 у конкуренцији парова.

## Приватни живот
Почео је да игра тенис са шест година, а први тренер био му је отац Ларс. Својом женом Петром оженио се 2. децембра 2000. године. Њих двоје имају сина, Макса, рођеног 15. јануара 2003. године.

## Каријера
Бјеркман игра десном руком, мада игра врло добро против леворуких тенисера. Бјеркман тврди да је то због тога што је његов отац играо левом руком. Са осамнаест година, Бјеркман је освојио шведско јуниорско првенство у тенису. Постао је професионални тенисер 1991. године.
1993. године освојио је три челенџера. 1994. освојио је прве титуле у конкуренцији парова, а такође је са Јаном Аспелом играо финале Отвореног првенства Француске. Наредне године освојио је прву АТП титулу. 1997. постао је девети тенисер из Шведске који је ушао у топ 10 најбољих тенисера света, нашавши се на четвртом месту. Исте године играо је полуфинале Отвореног првенства САД, у ком га је поразио Грег Руседски. Наредне године освојио је прву гренд слем титулу у конкуренцији мушких парова, Отворено првенство Аустралије.
Од 1998. до 2006. године, Бјеркман је освојио девет гренд слем титула у конкуренцији мушких парова. Комплетирао је „Календарски слем“, освојивши све четири гренд слем титуле: трипут Отворено првенство Аустралије (1998, 1999, 2001), двапут Отворено првенство Аустралије (2005, 2006), трипут Вимблдон (2002—2004) и једном Отворено првенство САД (2003).
На Вимблдону 2006. неочекивано је доспео у полуфинале појединачног турнира. Тада је имао 34 године, и постао је најстарији тенисер који је ушао у полуфинале Вимблдона још од Џимија Конорса 1987. године. У том мечу га је поразио Роџер Федерер, тада први тенисер света, који је два дана касније и освојио тај турнир. 2006. Бјеркман је освојио турнир у Сан Хозеу с прослављеним америчким тенисером Џоном Макенроом.
Током Вимблдона 2008, Бјеркман је рекао како ће се повучи крајем сезоне 2008. Заједно са Кевином Улијетом, играо је финале у конкуренцији мушких парова, у ком су их поразили Данијел Нестор и Ненад Зимоњић. Након што је заједно са Улијетом елиминисан на Тенис Мастерс Купу у такмичењу по групама, рекао је да му је то последњи турнир у професионалној каријери.

### Дејвис куп
Бјеркман је први пут за Дејвис куп репрезентацију Шведске играо 1994. године. Играјући за Шведску, остварио је 21 победу и 14 пораза појединачно и 14 победа и 9 пораза у мушким паровима. Заједно са шведским тимом, освојио је Дејвис куп 1994, 1997. и 1998. године.

## Гренд слем финала (17)

### Мушки парови (15)

#### Победе (9)
| Година | Турнир                            | Партнер       | Противници у финалу         | Резултат                    |
| 1998   | Отворено првенство Аустралије     | Јако Елтинг   | Тод Вудбриџ Марк Вудфорд    | 6–2, 5–7, 2–6, 6–4, 6–3     |
| 1999   | Отворено првенство Аустралије (2) | Патрик Рафтер | Махеш Бупати Леандер Паес   | 6–3, 4–6, 6–4, 6(10)–7, 6–4 |
| 2001   | Отворено првенство Аустралије (3) | Тод Вудбриџ   | Бајрон Блек Давид Приносил  | 6–1, 5–7, 6–4, 6–4          |
| 2002   | Вимблдон                          | Тод Вудбриџ   | Марк Ноулс Данијел Нестор   | 6-1, 6-2, 6(7)-7, 7-5       |
| 2003   | Вимблдон (2)                      | Тод Вудбриџ   | Махеш Бупати Макс Мирни     | 3–6, 6–3, 7–6(4), 6–3       |
| 2003   | Отворено првенство САД            | Тод Вудбриџ   | Боб Брајан Мајк Брајан      | 5–7, 6–0, 7–5               |
| 2004   | Вимблдон (3)                      | Тод Вудбриџ   | Јулијан Новле Ненад Зимоњић | 6–1, 6–4, 4–6, 6–4          |
| 2005   | Отворено првенство Француске      | Макс Мирни    | Боб Брајан Мајк Брајан      | 2–6, 6–1, 6–4               |
| 2006   | Отворено првенство Француске (2)  | Макс Мирни    | Боб Брајан Мајк Брајан      | 6(5)–7, 6–4, 7–5            |

#### Порази (6)
| Година | Турнир                        | Партнер      | Противници у финалу               | Резултат                  |
| 1994   | Отворено првенство Француске  | Јан Аспел    | Бајрон Блек Џонатан Старк         | 4-6 6-7                   |
| 1997   | Отворено првенство САД        | Никлас Култи | Јевгениј Кафељников Данијел Вачек | 6(8)-7, 3-6               |
| 2005   | Отворено првенство САД (2)    | Макс Мирни   | Боб Брајан Мајк Брајан            | 1-6, 4-6                  |
| 2006   | Отворено првенство САД (3)    | Макс Мирни   | Мартин Дам                        | 7-6(5), 4-6, 3-6          |
| 2007   | Отворено првенство Аустралије | Макс Мирни   | Боб Брајан Мајк Брајан            | 5-7 5-7                   |
| 2008   | Вимблдон                      | Кевин Улијет | Данијел Нестор Ненад Зимоњић      | 7–6(12), 6–7(3), 6–3, 6–3 |

### Мешовити парови (2)

#### Порази (2)
| Година | Турнир       | Партнерка     | Противници у финалу        | Резултат      |
| 1999   | Вимблдон     | Ана Курњикова | Леандер Паес Лиса Рејмонд  | 6–4, 3–6, 6–3 |
| 2007   | Вимблдон (2) | Алиша Молик   | Џејми Мари Јелена Јанковић | 6–4, 3–6, 6–1 |

## Финала

### Појединачно (15)

#### Победе (9)
| Легенда                |
| Гренд слем (0)         |
| Тенис Мастерс Куп (0)  |
| АТП Мастерс серија (0) |
| АТП турнири (6)        |
| ИТФ турнири (3)        |

| Бр. | Датум               | Турнир                  | Место одржавања                | Подлога      | Противник у финалу | Резултат           |
| 1.  | 15. март 1993.      | ИТФ турнир у Беграму    | Бергамо, Италија               | Тврда (хала) | Паоло Кане         | 7–5, 6–2           |
| 2.  | 9. април 1993.      | ИТФ турнир у Нагоји     | Нагоја, Јапан                  | Тврда        | Патрик Рафтер      | 7–6, 7–6           |
| 3.  | 1. новембар 1993.   | ИТФ турнир у Ахену      | Ахен, Немачка                  | Тепих        | Јан Аспел          | 6–3, 3–6, 7–5      |
| 4.  | 5. јануар 1997.     | Хајнекен опен           | Окланд, Нови Зеланд            | Тврда        | Кенет Карлсен      | 7–6, 6–0           |
| 5.  | 11. август 1997.    | Турнир у Индијанаполису | Индијанаполис, САД             | Тврда        | Карлос Моја        | 6–3, 7–6           |
| 6.  | 3. новембар 1997.   | Стокхолм опен           | Стокхолм, Шведска              | Тврда (хала) | Јан Сајмеринк      | 3–6, 7–6, 6–2, 6–4 |
| 7.  | 15. јун 1998.       | Нотингем опен           | Нотингем, Уједињено Краљевство | Трава        | Бајрон Блек        | 6–3, 6–2           |
| 8.  | 17. јун 2002.       | Нотингем опен           | Нотингем, Уједињено Краљевство | Трава        | Вејн Артурс        | 6–2, 6–7, 6–2      |
| 9.  | 26. септембар 2005. | Вијетнам опен           | Хо Ши Мин Сити, Вијетнам       | Тепих        | Радек Штјепанек    | 6–3, 7–6           |

#### Порази (6)
| Бр. | Датум             | Турнир               | Место одржавања                | Подлога      | Противник у финалу | Резултат           |
| 1.  | 12. јул 1993.     | ИТФ турнир у Њукаслу | Њукасл, Уједињено Краљевство   | Тврда        | Хавијер Санчез     | 6–3, 4–6, 6–4      |
| 2.  | 17. април 1995.   | Хонгконг опен        | Хонгконг                       | Тврда        | Мајкл Ченг         | 6–3, 6–1           |
| 3.  | 5. мај 1997.      | АТП Делри Бич        | Корал Спрингс, САД             | Шљака        | Џејсон Столтенберг | 6–0, 2–6, 7–5      |
| 4.  | 28. октобар 1997. | Париз Мастерс        | Парис, Француска               | Тепих (хала) | Пит Сампрас        | 6–3, 4–6, 6–3, 6–1 |
| 5.  | 10. фебруар 2005. | Марсеј опен          | Марсеј, Француска              | Тврда (хала) | Роџер Федерер      | 6–2, 7–6           |
| 6.  | 19. јун 2006.     | Нотингем опен        | Нотингем, Уједињено Краљевство | Трава        | Ришар Гаске        | 6–4, 6–3           |

### Мешовити парови (2)

#### Порази (2)
| Бр. | Датум         | Турнир   | Место одржавања      | Подлога | Партнерка     | Противници у финалу        | Резултат      |
| 1.  | 12. јул 1993. | Вимблдон | Вимблдон, Лондон, УК | Трава   | Ана Курњикова | Леандер Паес Лиса Рејмонд  | 6–4, 3–6, 6–3 |
| 2.  | 7. јул 2007.  | Вимблдон | Вимблдон, Лондон, УК | Трава   | Алиша Молик   | Џејми Мари Јелена Јанковић | 6–4, 3–6, 6–1 |